# Přesýpací hodiny

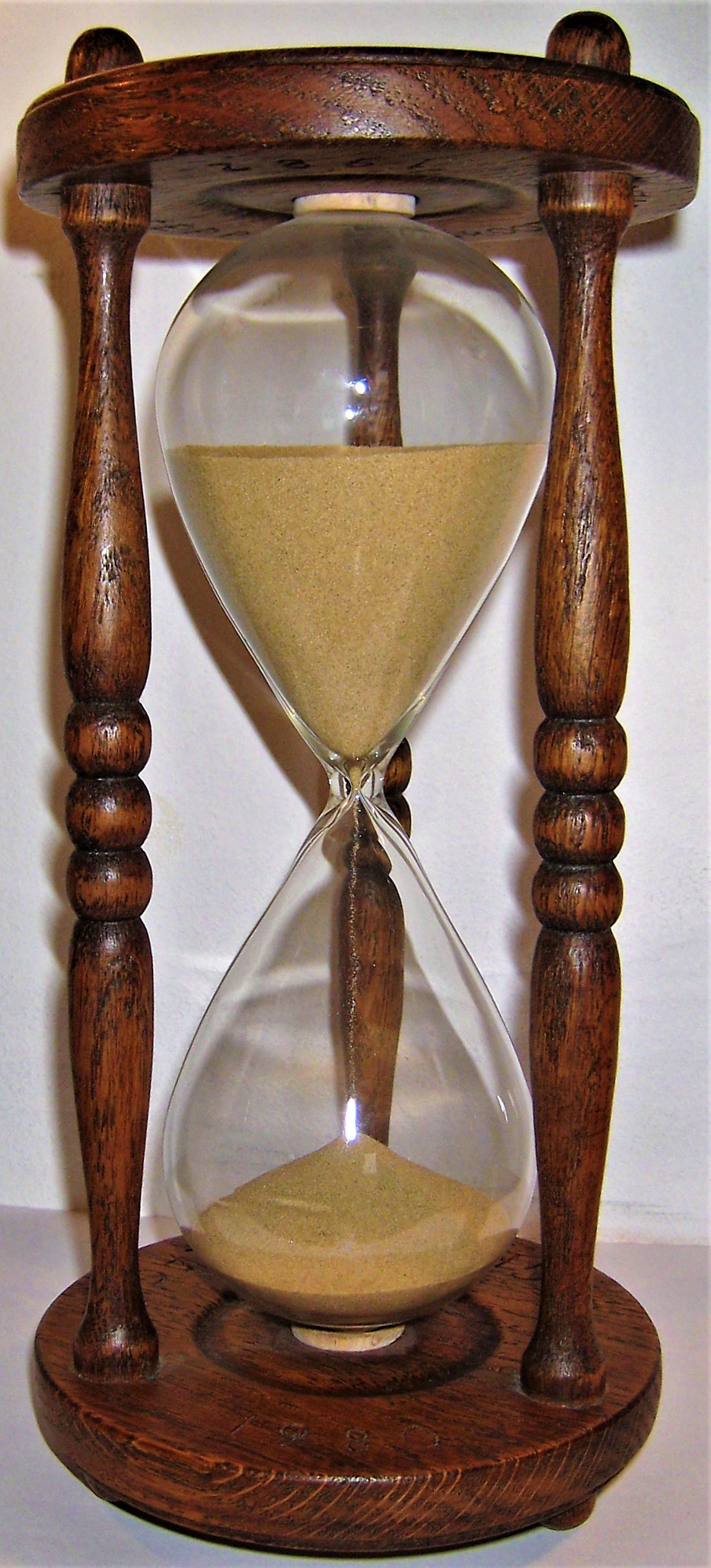
Přesýpací hodiny v dřevěném stojanu, odměřující jednu hodinu

Přesýpací hodiny je typ hodin, které pro měření času využívají pohyb písku způsobený zemskou přitažlivostí. Skládají se ze dvou skleněných baněk umístěných nad sebou a spojených úzkým hrdlem. Písek z horní baňky se postupně přesýpá do spodní baňky. Jakmile je horní baňka prázdná, uplyne měřený časový úsek; pro další měření se hodiny musí obrátit.

## Historie
Soudí se, že princip přesýpacích hodin byl znám v Asii již dlouho před počátkem našeho letopočtu, zmínky o hodinách, pravděpodobně pískových, pocházejí z doby Archimédovy (tj. 3. století př. n. l.). Antický Řím sice znal sklo, ale velké množství nečistot způsobovalo, že bylo neprůhledné, tedy pro výrobu přesýpacích hodin nepoužitelné.
První možné zobrazení přesýpacích hodin je na sarkofágu datovaném okolo roku 350 n. l., představujícím svatbu Pélea a Thetis. Sarkofág byl objeven v Římě v 18. století. Předmět, který drží Morfeus v ruce, byl po objevu studován a považován za přesýpací hodiny. Archeologická studie však prokázala, že spodní část sarkofágu byla restaurována v době, kdy byl palác Mattei (v jehož zdech bylo zobrazení nalezeno) stavěn.
Přesýpací hodiny představovaly jednu z mála spolehlivých metod měření času při mořeplavbě, takže se má obecně zato,[zdroj?] že byly používány již v 11. století, kdy pomáhaly společně s magnetickým kompasem navigovat lodě.
Nicméně důkazy o existenci přesýpacích hodin pocházejí až ze 14. století, díky obrazu z roku 1328 malíře Ambrogia Lorenzettiho. Nejstarší psaná zmínka pochází z téhož období. Od 15. století se již přesýpací hodiny používaly v nejrůznějších odvětvích, na moři, v kostele, v průmyslu či v gastronomii. Byly prvním spolehlivým, opakovaně použitelným a poměrně přesným měřidlem času.

## Galerie

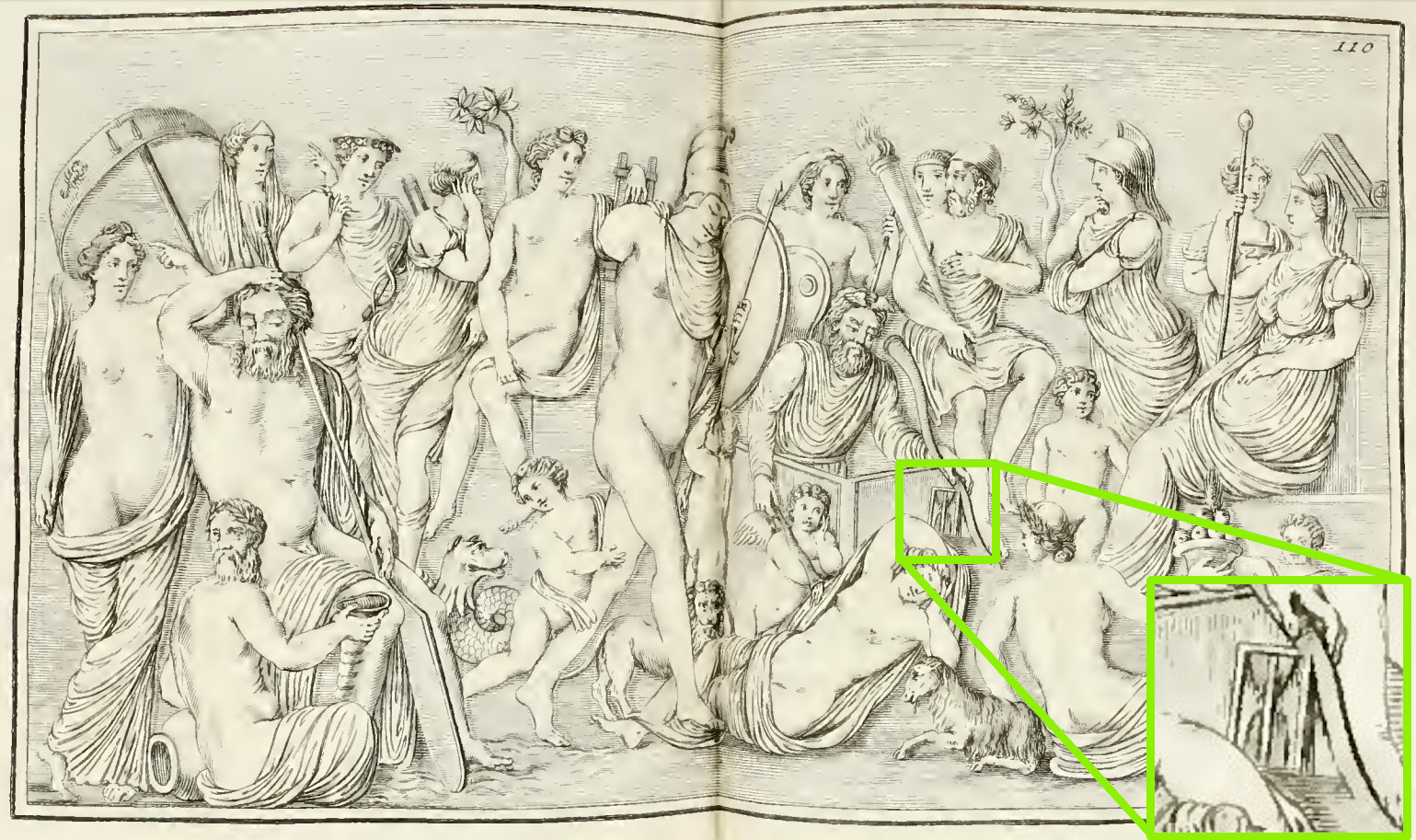
Údajné vyobrazení přesýpacích hodin (okolo 350 n. l., detail v pravém dolním rohu)
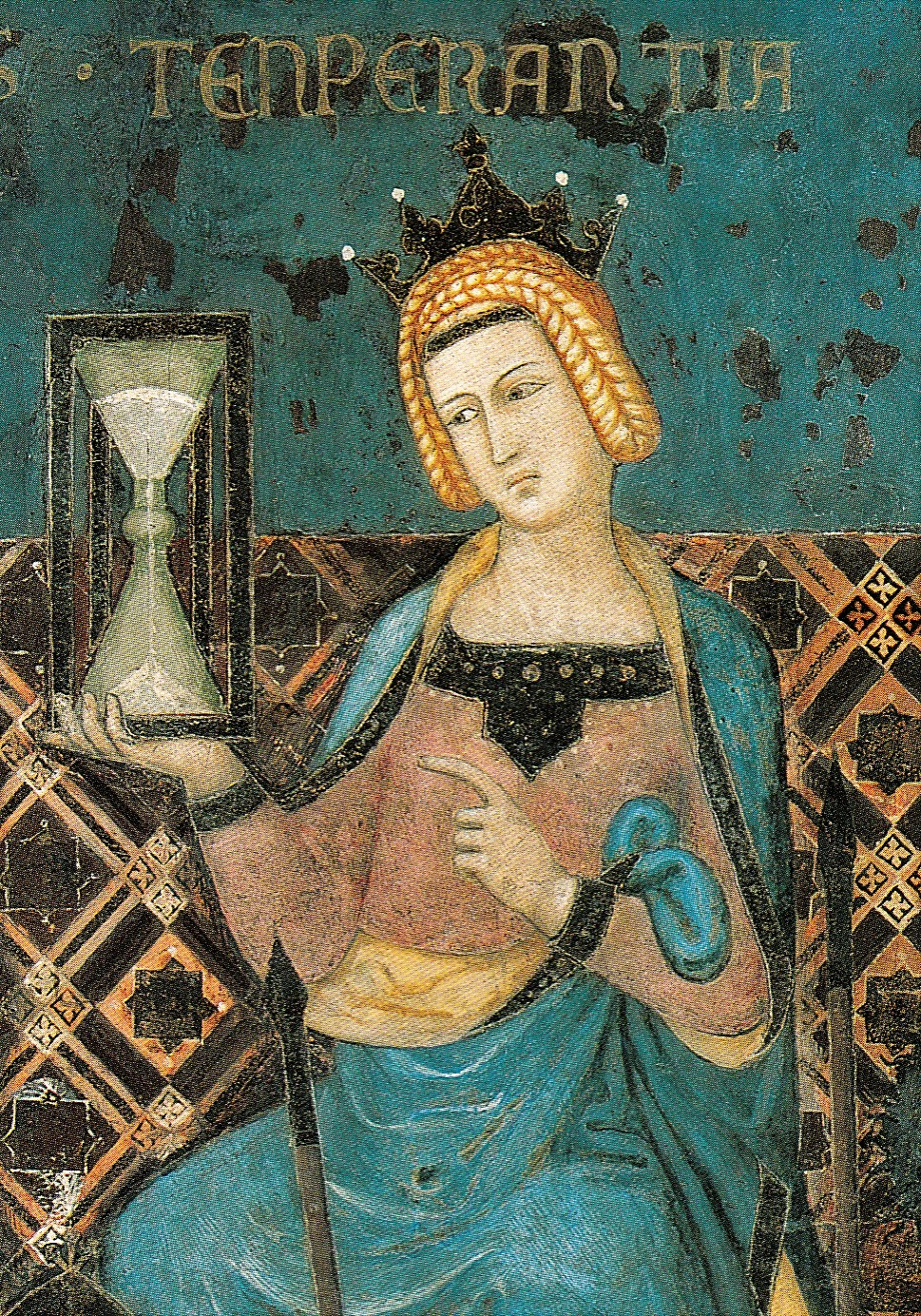
Ambrogio Lorenzetti: Nejstarší známé vyobrazení přesýpacích hodin (1328)

## Poznámka
Unicode má pro přesýpací hodiny speciální znak ⌛ (U+231B)